# مانويل فيسنتي
مانويل فيسنتي (بالبرتغالية: Manuel Domingos Vicente‏) هو رائد أعمال وسياسي أنغولي، ولد في 15 مايو 1956 في لواندا في أنغولا. حزبياً، نشط في الحركة الشعبية لتحرير أنغولا.